# Jim O'Heir
Jim O'Heir (né le 4 février 1962, à Chicago) est un acteur américain, surtout connu pour son rôle de Jerry Gergich dans la série télévisée Parks and Recreation.

## Biographie
Jim O'Heir a une formation en production et diffusion, qu'il a suivie à Chicago. Il travaille comme DJ afin de payer ses études, jusqu'à ce qu'il soit repéré et s'occupe de la musique de publicités et de passages télévisés de manière professionnelle. Il commence sa carrière d'acteur dans un groupe de théâtre, "White Noise", qu'il co-fonde dans les années 1980. Son rôle de concierge dans une pièce lui permet d'être repéré par des agents et managers.
Il obtient ensuite de petits rôles dans des séries télévisées. Il devient surtout connu pour son rôle de Jerry Gergich dans Parks and Recreation. Il avait d'abord passé une audition pour le rôle de Ron Swanson, mais le rôle est attribué à Nick Offerman.

## Filmographie sélective

### Cinéma
- 1996 : Ed de Bill Couturié : Art
- 2006 : Admis à tout prix de Steve Pink : Mr. Schrader
- 2006 : Comedy Hell de Scott LaRose : Wilford
- 2007 : Welcome to Paradise de Brent Huff : Fred Fargo
- 2012 : Jusqu'à ce que la fin du monde nous sépare de Lorene Scafaria : le shérif
- 2013 : In Security de Adam Beamer et Evan Beamer : Norval
- 2014 : Life After Beth de Jeff Baena : Chip the Mailman
- 2015 : Road Hard de Adam Carolla et Kevin Hench : Mark Davis
- 2015 : Life in Color de Katharine Emmer : Bill Winters
- 2015 : Bad Night de Chris Riedell et Nick Riedell : Bob
- 2015 : Spare Change de Arturo Guzman et Jonathan Talbert : Don
- 2015 : Helen Keller vs. Nightwolves de Ross Patterson : Vance
- 2016 : Mind Over Mindy de Robert Alaniz : Mr. Dick Wiener
- 2016 : The Dust Storm de Anthony Baldino et Ryan Lacen : Steve Bundy
- 2016 : Middle Man de Ned Crowley : Lenny
- 2016 : Range 15 de Ross Patterson : Scientist Hathaway
- 2016 : Halloweed de LazRael Lison : Mayor Price
- 2017 : Logan Lucky de Steven Soderbergh
- 2021 : Violet de Justine Bateman : Dennis Fitcher

### Télévision

#### Séries télévisées
- 1996 : La Vie à cinq : À reculons (saison 3 épisode 4) : Plumber #1
- 1996 : Urgences : Le Dernier Appel (saison 3 épisode 4) : McKenna
- 1996 : Troisième planète après le Soleil : Y aura-t-il une dinde pour Thanksgiving ? (saison 2 épisode 10) : Walt
- 1996 : Pearl : Christmas Daze (saison 1 épisode 12) : Delivery Guy
- 1997 : Ellen : G.I. Ellen (saison 5 épisode 6) : Kelsy
- 1997 : Voilà ! : L'Expérience (saison 2 épisode 1) : Actor
- 1998 : Notre belle famille : La corvée (saison 7 épisode 14) : Tom Garilick
- 1998 : Le Drew Carey Show : Drew Et Le Complot (saison 4 épisode 1) : the Maintenance Guy
- 1998 : Le Drew Carey Show : Perversions Sexuelles A Cleveland (saison 4 épisode 5) : Man in the Moon
- 1998 : La croisière s'amuse, nouvelle vague : All That Glitters (saison 2 épisode 5) : Vince Deering
- 1999 : Working : Romeo and Julie (saison 2 épisode 11) : Fryer Lawrence
- 1999 : Diagnostic : Meurtre : Affaire non classée (saison 6 épisode 13) : Howard Weber
- 1999 : Ally McBeal : Sauvez le père Noël (saison 3 épisode 7) : Steve Mallory
- 2000 : Le Flic de Shanghaï : Chute libre (saison 2 épisode 17) : D r Cheery Tooth
- 2000 : Star Trek: Voyager : Soins intensifs (saison 7 épisode 5) : Husband
- 2000 : Popular : Je suis comme je suis saison 2 épisode 9) : Warner
- 2000 : The Norm Show : Norm vs. Schoolin (saison 3 épisode 11) : Mr. Wooten
- 2000 : Strip Mall : Pilot (saison 1 épisode 1) : Harv Krudup
- 2000 : Strip Mall : Tammi Settles Down (saison 1 épisode 2) : Harv Krudup
- 2000 : Strip Mall : Harve Takes a Bullet (saison 1 épisode 3) : Harv Krudup
- 2000 : Strip Mall : Rafe Gets Stiffed (saison 1 épisode 4) : Harv Krudup
- 2000 : Strip Mall : Burbank Bigfoot (saison 1 épisode 5) : Harv Krudup
- 2000 : Strip Mall : Barry's Big Surprise (saison 1 épisode 6) : Harv Krudup
- 2000 : Strip Mall : Tammi Babysits (saison 1 épisode 7) : Harv Krudup
- 2000 : Strip Mall : Mommy Dearest (saison 1 épisode 8) : Harv Krudup
- 2000 : Strip Mall : Tammi's Little Problem (saison 1 épisode 9) : Harv Krudup
- 2000 : Strip Mall : Big Hanger (saison 1 épisode 10) : Harv Krudup
- 2001 : Les Associées : The Hunted/Vegas: Part 2 (saison 1 épisode 11) : Businessman
- 2001 : Dharma et Greg : Des cours particuliers - 1re partie (saison 4 épisode 13) : Chief R J Anderson
- 2001 : Strip Mall : Fun with Fernando (saison 2 épisode 2) : Harv Krudup
- 2001 : Strip Mall : Psycho-Vivor (saison 2 épisode 4) : Harv Krudup
- 2001 : Strip Mall : Save the Judge (saison 2 épisode 6) : Harv Krudup
- 2001 : Strip Mall : Hedda Bags Josh (saison 2 épisode 7) : Harv Krudup
- 2001 : Malcolm : Feux d'artifice (saison 3 épisode 3) : Roy
- 2002 : Voilà ! : Finch fait du rock'n'roll (saison 6 épisode 22) : Big Dan
- 2002 : Une famille du tonnerre : Covoiturage (saison 1 épisode 4) : Reggie
- 2002 : Une famille du tonnerre : Pom pom girl (saison 2 épisode 4) : Pete
- 2003 : Parents à tout prix : Tout le monde le savait… - 1re partie (saison 4 épisode 1) : Harry
- 2004 : Friends : Celui qui rencontrait la mère biologique (saison 10 épisode 9) : Adoption Agency Worker
- 2004 : Mes plus belles années : Bons baisers de Philadelphia (saison 2 épisode 12) : Big Arnie
- 2004 : Mes plus belles années : Un soupçon de liberté (saison 2 épisode 14) : Big Arnie
- 2004 : Cold Case : Affaires classées : Instinct Maternel (saison 1 épisode 21) : Ned Ryan
- 2004 : Boston Justice : Travestissement (saison 1 épisode 8) : Gil Furnald
- 2005 : Less Than Perfect :I Just Don't Like Her (saison 3 épisode 14) : Russell
- 2005 : FBI : Portés disparus : Fin de partie (saison 3 épisode 23) : Mr. Ricker
- 2006 : La Vie de palace de Zack et Cody : Concours d'orthographe (saison 2 épisode 12) : Maynard's Dad
- 2006 : Desperate Housewives : L'Envie de savoir (saison 2 épisode 21) : Sam Killian
- 2006 : Monk : Monk marque un point (saison 5 épisode 3) : Park Ranger
- 2007 : State of Mind : Lost & Found (saison 1 épisode 8) : Administrator
- 2007 : Saving Grace : Le Langage des anges (saison 1 épisode 9) : Mitch Duncan
- 2007 : Larry et son nombril : Le Thérapeute (saison 6 épisode 9) : Detective
- 2008 : Swingtown : Rester authentique (saison 1 épisode 6) : Mr. Stone
- 2008 : Raising the Bar : Justice à Manhattan : Guatemala Gulfstream / Affaire d'éthique (saison 1 épisode 2) : D.A. Thomas Sheridan
- 2009 : Castle : L'Auteur qui m'aimait (saison 2 épisode 5) : Hal Rossi
- 2009 - 2015 : Parks and Recreation' : Garry Gergish
- 2011 : Parenthood  : Un mal pour un bien (saison 2 épisode 18) : Pete
- 2011 : Rizzoli and Isles : Tuer n'est pas jouer (saison 2 épisode 5) : Dr Little

- 2012 : CollegeHumor Originals : Declaration of Email Signatures(saison 1 épisode 358) : John Adams
- 2012 : Mentalist : Ticket gagnant (saison 5 épisode 1) : Norris
- 2012 : The House on South Bronson : Mansitting (saison 3 épisode 1) : Jim
- 2013 : Vegas : Le Dessous des cartes (saison 1 épisode 18) : le manager de la banque
- 2013 : Bonne chance Charlie : Teddy et son Beau (saison 4 épisode 10) : Alan
- 2013 : Philadelphia : The Gang Gets Quarantined (saison 9 épisode 7) : Doctor
- 2013 : Blockhead : Sally and the Cab Ride (saison 1 épisode 2) : The Cab Driver
- 2013 : Single Siblings : The Farnsworths (saison 2 épisode 2) : Mr. Farnsworth
- 2013 : Single Siblings : The Set Up (saison 2 épisode 3) : Mr. Farnsworth
- 2013 : Single Siblings : Game Night (saison 2 épisode 6) : Mr. Farnsworth
- 2014 : Duh-tective Stories : The Case of the Time I Decided to Go Talk to My Sources (saison 1 épisode 3) : Gary the Shoeshiner
- 2014 : Math Bites : Pi (saison 1 épisode 1) : Singing Flower Head
- 2014 : Math Bites : Math Heads: Do Math in Your Head (saison 1 épisode 2) : Celebrity Guy
- 2014 : Paul Goetz's Last Ditch Effort : Grazed and Confused (saison 2 épisode 1) : Terrance
- 2014 : Paul Goetz's Last Ditch Effort : Look Who's Shocking (saison 2 épisode 3) : Terrance
- 2014 : Paul Goetz's Last Ditch Effort : Chillin' Like a Villain (saison 2 épisode 4)
- 2014 : Geek Cred : Detective Comics Store (saison 1 épisode 2) : New Guy
- 2014 : Switched : It Isn't What You Think (saison 3 épisode 18) : Chuck Conroy
- 2014 : Twinzies: Couples Therapy : The First Sesh (saison 1 épisode 1) : Dr Richard Dorf
- 2014 : Twinzies: Couples Therapy : Oh Brother (saison 1 épisode 2) : Dr Richard Dorf
- 2014 : Twinzies: Couples Therapy : Tatiana (saison 1 épisode 3) : Dr Richard Dorf
- 2014 : Twinzies: Couples Therapy : Dress to Impress (saison 1 épisode 4) : Dr Richard Dorf
- 2014 : Twinzies: Couples Therapy : Adopt a Sister (saison 1 épisode 5) : Dr Richard Dorf
- 2014 : Twinzies: Couples Therapy : The Most Interesting Girl in the World Part I (saison 1 épisode 6) : Dr Richard Dorf
- 2014 : Twinzies: Couples Therapy : The Most Interesting Girl in the World Part II (saison 1 épisode 7) : Dr Richard Dorf
- 2014 : Twinzies: Couples Therapy : Bedazzled (saison 1 épisode 8) : Dr Richard Dorf
- 2014 : Twinzies: Couples Therapy : The Invasion of Lenny (saison 1 épisode 9) : Dr Richard Dorf
- 2014 : Twinzies: Couples Therapy : Grindtopia (saison 1 épisode 10) : Dr Richard Dorf
- 2014 : Twinzies: Couples Therapy : Cooking Up a Storm (saison 1 épisode 11) : Dr Richard Dorf
- 2014 : Twinzies: Couples Therapy : The Roast (saison 1 épisode 12) : Dr Richard Dorf
- 2014 : Twinzies: Couples Therapy : Total Immersion Therapy (saison 1 épisode 13) : Dr Richard Dorf
- 2014 : Princess Rap Battle :  Mrs. Claus vs. Mary Poppins (saison 1 épisode 3) : Santa
- 2014 : TMI Hollywood : TMI Christmas 2014 (saison 5 épisode 20) : Host / Various
- 2015 : Hot in Cleveland : Kitchen Nightmare (saison 6 épisode 19) : Ross
- 2015 : C'est pas moi! : Vive le cheerleading ! (saison 2 épisode 11) : Principal McLean
- 2015 : TMI Hollywood : O'Heir, Oh My (saison 6 épisode 18) : Host / Various
- 2015 : Riley Watson & the Echo : Welcome to LA (saison 1 épisode 1) : Frank Gil
- 2015 : Riley Watson & the Echo : Stevie and Max (saison 1 épisode 3) : Frank Gil
- 2015 : Riley Watson & the Echo : My Own Voice (saison 1 épisode 8) : Frank Gil
- 2015 : Austin et Ally : Surprise et Père Noël (saison 4 épisode 18) : Santa
- 2016 : These People : Dad (saison 3 épisode 5) : Tom
- 2016 : Veep : Thanksgiving (saison 5 épisode 5) : Mr. Brookheimer
- 2016 : Harvey Beaks : The New Bugaboo/The Case of the Missing Pancake (saison 2 épisode 3) : Aiden (voix)
- 2016 : Another Period : Tubman (saison 2 épisode 1) :Attorney
- 2016 : Amour, Gloire et Beauté : épisodes #1.7383 et #1.7384 : Matt
- 2016 : Brooklyn Nine-Nine : Sheriff Reynolds :
  - Coral Palms : Deuxième partie  (saison 4 épisode 2) 
  - Coral Palms : Troisième partie (saison 4 épisode 3)
- 2017 : Speechless : H-e-r-Hero  (saison 1 épisode 12)  : Stu
- 2017 : Les Thunderman : L'Arbre-cœur  (saison 4 épisode 8)  : Le fermier Ted

#### Téléfilms
- 1996 : Harvey de George Schaefer : Duane Wilson
- 1996 : The Rockford Files: Godfather Knows Best de Tony Wharmby : Head Chef
- 1998 : Mr. Murder de Dick Lowry : Swimmer's Father
- 2003 : Knee High P.I. de J.B. Rogers : Fastlov
- 2005 : Jane Doe : Miss Détective : Le Tableau volé de James A. Contner : Air Traffic Controller
- 2006 : Mariage contrarié de Armand Mastroianni : Reverend Mayfield
- 2009 : Le Bateau de l'espoir de Jerry Jameson : M. Cook
- 2013 : Non-Stop de Richard Gabai : Howard
- 2013 : My Santa de Sam Irvin : Jack
- 2013 : Accusée par erreur de Richard Gabai : Ed
- 2013 : Le père Noël prend sa retraite (My Santa) : Jack
- 2014 : La veuve noire de Sam Irvin : Greyson
- 2014 : Les ondes de Noël de Sam Irvin : Harper
- 2016 : I Know Where Lizzie Is de Darin Scott : Detective Williams